# Mythologie finnoise
 (août 2007).
Si vous disposez d'ouvrages ou d'articles de référence ou si vous connaissez des sites web de qualité traitant du thème abordé ici, merci de compléter l'article en donnant les références utiles à sa vérifiabilité et en les liant à la section « Notes et références ».
La mythologie finnoise a beaucoup de points communs avec la mythologie estonienne mais a aussi emprunté des éléments à la mythologie scandinave et laponne. Des poèmes de cette mythologie, transmis de façon orale étaient encore bien connus en Finlande au XVIIIe siècle. La mythologie finnoise se rapporte à l'« espace finlandais » ou finnois c'est-à-dire aux populations de langue finnoise comprenant principalement aujourd'hui la Finlande et la Carélie.

## Cosmogonie
| A Voûte céleste B Étoile polaire C Colonne |  | D Kinahmi, le tourbillon E Région du Nord, Pohjola F Régions habitables |  | G Lintukoto, les limites de la Terre H Monde des morts : Tuonela, probablement sous la Terre |

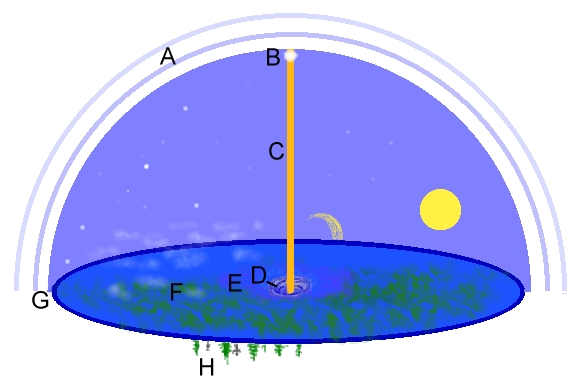
Structure du monde selon la mythologie finnoise

Le monde aurait été créé par l'explosion d'un œuf d'oiseau. Le ciel est constitué par le haut de la coquille de cet œuf et est soutenu par une colonne joignant la terre à l'étoile polaire. Le mouvement des étoiles est expliqué par la rotation du ciel et de la colonne. Cette rotation crée un immense tourbillon au niveau du sol. Ce tourbillon représente l'accès au monde des morts, Tuonela.
La terre est considérée comme plate et circulaire. 
Aux limites de la terre se trouve Lintukoto (« la maison des oiseaux »). Cette région est censée être une région chaude où les oiseaux vont passer l'hiver. Les oiseaux sont très importants dans la mythologie finnoise puisqu'ils apportent l'âme des humains au moment de la naissance et l'emportent au moment de la mort. Dans certaines régions, il était de coutume de porter une amulette en forme d'oiseau pour se protéger de la perte de son âme dans les rêves.

## Tuonela
Tous les morts allaient à Tuonela, il n'y a pas de distinctions entre les « bons » et les « mauvais ». Tuonela est en quelque sorte une ville sombre et sans vie où les morts dorment pour l'éternité. Certains chamans étaient censés pouvoir voyager jusqu'à Tuonela lorsqu'ils tombaient en transe. Ainsi, ils pouvaient communiquer avec les morts. Pour arriver dans ce monde, les âmes des défunts devaient traverser une rivière sombre.

## Ukko Ylijumala
Ukko est le dieu le plus important du panthéon finlandais.

## Dieux et héros
- Ahti (ou Ahto), dieu de la pêche
- Ajattara (ou Ajatar), un esprit maléfique des forêts.
- Akka (« vieille femme »), déesse.
- Äkräs, dieu de la fertilité et des plantes.
- Antero Vipunen, géant associé à la magie.
- Hiisi
- Ihtirieko, protecteur des enfants illégitimes privés de vie.
- Iku-Turso, monstre marin maléfique.
- Ilmarinen
- Ilmatar, esprit féminin de l'air.
- Jumala
- Kalevanpoika
- Kave, à l'origine dieu du ciel puis associé au cycle lunaire, père de Väinämöinen.
- Kotitonttu, dieu du foyer.
- Kullervo
- Kuutar, déesse de la lune.
- Lemminkäinen
- Lempo, esprit bouilleur de sang officiant en Horna aux côtés de Turja.
- Lalli
- Louhi
- Loviatar
- Luonnotar, esprit de la nature.
- Menninkäinen, esprit bienfaisant, gnome.
- Mielikki, femme de Tapio, déesse de la forêt.
- Nyyrikki, dieu de la chasse, fils de Tapio.
- Näkki
- Otso, esprit de l'ours.
- Paara, génie de la banque.
- Pekko (ou Pellon Pekko), dieu des récoltes et en particulier de l'orge.
- Perkele, équivalent du Diable. Il était à l'origine associé au tonnerre et il peut donc être vu comme l'ancêtre d'Ukko Ylijumala.
- Pellervo (ou Sampsa Pellervoinen), dieu des moissons.
- Pihatonttu
- Piru
- Päivätär déesse du soleil.
- Rahko, dieu carélien du temps.
- Rajapiru, « gardien crieur des frontières ».
- Rauni, « petite mère de la terre » et femme d'Ukko Ylijumala.
- Ronkoteus, dieu du seigle.
- Sampsa
- Surma, personnification d'une mort violente.
- Saunatonttu
- Tapio, dieu de la forêt.
- Tellervo, déesse de la forêt, fille de Tapio et Mielikki.
- Tonttu
- Tuonetar
- Tuoni, personnification de la mort.
- Turja, esprit bouilleur de sang officiant en Horna aux côtés de Lempo.
- Tursas, dieu de la guerre, équivalent de Týr dans la mythologie scandinave.
- Tuulikki, fille de Tapio et de Mielikki, déesse des animaux.
- Ukko Ylijumala
- Vellamo, femme de Ahti, déesse de la mer, des lacs, de la tempête.
- Vedenemo (« mère des eaux »), déesse carélienne de l'eau.
- Väinämöinen
- Virankannos, esprit de l'avoine.

## Lieux
- Kyöpelinvuori (Raatikko), là où les femmes qui meurent vierges vont.
- Tuonela (aussi Manala, Pohjola), monde des morts.
- Kalevala
- Pohjola
- Aarnivalkea, une flamme éternelle marquant l'emplacement d'un trésor enterré.